# Свети Георги (Подмочани)
Вижте пояснителната страница за други значения на Свети Георги.
„Свети Георги“ (на македонска литературна норма: „Свети Ѓорѓи“) е възрожденска църква в село Подмочани, Преспа, част от Преспанско-Пелагонийската епархия на Македонската православна църква – Охридска архиепископия.
Храмът е гробищен и според надписа над западния вход в наоса е издигнат в 1848 година. Църквата е еднокорабен храм, укрепен с пиластри от вътрешната страна. В центъра на покрива има купол на осемстенен барабан. Единствено апсидата не е измазана. Тя е изградена от бигор и има слепи ниши в горната част. От юг и запад са изградени затворени тремове.
Иконостасът е с три реда икони, като иконите са от непознат майстор от средата на ХІХ век. Църквата е изписана в най-ново време.